# 스타로빌스크 전투
스타로빌스크 전투는 2022년 러시아의 우크라이나 침공 기간인 2022년 2월 25일에 시작된 진행 중인 군사 교전이다.

## 배경
스타로빌스크(우크라이나어: Старобільськ, 러시아어: Старобельск)는 우크라이나 루한스크주의 도시이다. 스타로빌스크 라이온의 행정 중심지이다. 아이다르강은 도시 중심부의 서쪽으로 흐르며 자연 장애물을 만든다.

## 전투
스타로빌스크 근처에서 초기 충돌이 2022년 2월 24일에 보고되었다. 2022년 2월 25일에 우크라이나 군대는 아이다르강을 건너기 위해 준비중인 러시아군 중대를 궤멸하였다고 주장하고 있다.
도시는 러시아의 포격에 의해 심하게 손상되었다.
3월 2일, 60대 이상의 차량으로 구성된 대형 러시아 호송대가 스타로빌스크에 진입했으나 현지 시위자들에 의해 이동하지 못했다.
3월 6일, 루한스크주 주지사 세르히 하이다이는 러시아군이 스타로빌스크를 점령했다고 발표했다.

## 여파
2022년 3월 6일, 스타로빌스크 주민들은 루간스크 인민공화국의 국기를 철거 후 불태우고 우크라이나의 국가를 부르기 시작했다. 친러시아 세력은 총격을 가하며 친우크라이나 집회를 해산시켰다.